# Phrynobatrachus acutirostris
Phrynobatrachus acutirostris – gatunek płaza bezogonowego z rodziny Phrynobatrachidae. Zamieszkuje tereny Burundi, Demokratycznej Republiki Konga i Rwandy. Jego środowiskiem naturalnym są tropikalne wilgotne lasy górskie. Jest gatunkiem bliskim zagrożenia wyginięciem. Głównym zagrożeniem dla gatunku jest utrata siedlisk.